# Welkom bij de Romeinen
Welkom bij de Romeinen is een komische, educatieve Schooltv-serie uit 2014, die bestaat uit acht delen en gericht is op kinderen in de leeftijd van negen tot en met twaalf jaar. Het programma was de tweede in de reeks Welkom in de geschiedenis.
Het programma werd geschreven en geregisseerd door Niek Barendsen, die bij zijn feitenonderzoek werd bijgestaan door classicus Fik Meijer, en wordt door de Nederlandse omroep NTR uitgezonden op de zaterdagavond, tijdens het kinderblok NPO Zapp. Het is het vervolg op de educatieve reeks Welkom in de Gouden Eeuw uit 2012, die eerder een eervolle vermelding kreeg toegekend door de jury van de Zilveren Nipkowschijf. Opnames werden gemaakt in onder andere Museumpark Orientalis en Archeon.

## Inhoud
In elke aflevering kijken twee burgerlijke Romeinen (Alex Klaasen en Ellen Pieters) naar de talkshow van de schaamteloze presentatrice Dorine Goudsmit (Plien van Bennekom), die een of meerdere belangrijke personen uit het oude Rome ontvangt, zoals Augustus of Julius Caesar, om het met hen te hebben over de periode waarin zij leefden. Aan de hand van onder meer een kennisquiz en humoristische sketches krijgt de kijker informatie over verschillende gebeurtenissen in het Romeinse Rijk en aspecten van de oude Romeinse cultuur.

## Acteurs
NB, de onderstaande lijst met acteurs is incompleet, alsook de rollen die zij spelen. Het leeuwendeel van de acteurs geeft meerdere personages gestalte, zowel historische als fictieve.
- Achmed Akkabi – braakslaaf, dienstweigeraar
- Plien van Bennekom – Dorine Goudsmit
- Pierre Bokma – Julius Caesar
- Thor Braun – Romulus Augustulus
- Arjan Ederveen – Justinianus I, Crassus
- Roos van Erkel – Agrippina, Dora
- Tjebbo Gerritsma – kapper
- Rogier in 't Hout – Casca, Tiberius Claudius Caesar Britannicus, schoolmeester, klant Galenus, eunuch, dienstweigeraar, Romeinse soldaat, augur, bisschop Vigilius
- Carice van Houten – Cleopatra VII
- Marc-Marie Huijbregts – Ovidius
- Sergio IJssel – slaaf, Romeinse soldaat, deelnemer Nika-oproer, augur
- Anne-Marie Jung – Calpurnia Pisonis
- Hans Kesting – Augustus, Spartacus, Hierocles
- Alex Klaasen – Brutus, (oudere) Cleopatra VII, Claudius I, Galenus, Commodus, Elagabalus, Pertinax, slaaf, monnik Telemachus, Honorius
- Frank Lammers – Julius Civilis
- Gijs de Lange – Caligula, Amulius
- Paul de Leeuw – Nero
- Olaf Malmberg – Remus, Marcus Antonius, Arminius
- Gijs Naber – Syrische voorproever, dienstweigeraar
- Anniek Pheifer – schoonheidsspecialiste, Vestaalse maagd
- Ellen Pieters – Olivia, Marcia
- Martine Sandifort – Messalina, Boudica
- Elise Schaap – Lovina, Yvonna Jasperia
- Jaap Spijkers – pretoriaan
- Stefan Stasse – presentator Goedemorgen Rome, presentator Opsporing verzocht, pretoriaan
- Laus Steenbeeke – Germaanse voorproever, eunuch, haruspex, beeldhouwer, christen in de arena
- Dick van den Toorn – Hannibal Barkas, bisschop Sergius, Romeinse soldaat, pretoriaan
- Waldemar Torenstra – Romulus
- Rop Verheijen – Cimber
- Remko Vrijdag – quizleider, Mars, eunuch, Romeinse soldaat, Lucius Tarquinius Priscus, beeldhouwer, Germaan Knut
- Ilse Warringa – Vestaalse maagd, presentatrice Goedemorgen Rome, presentatrice Opsporing verzocht
- Olga Zuiderhoek – Agrippina de Jongere

## Afleveringen
| Nr. | Titel                | Uitzenddatum     |
| --- | -------------------- | ---------------- |
| 1   | Romulus en Remus     | 4 oktober 2014   |
| 2   | Caesar en Cleopatra  | 11 oktober 2014  |
| 3   | Augustus             | 18 oktober 2014  |
| 4   | Nero                 | 25 oktober 2014  |
| 5   | Spartacus en Crassus | 1 november 2014  |
| 6   | Ovidius              | 22 november 2014 |
| 7   | Julius Civilis       | 29 november 2014 |
| 8   | Het einde            | 6 december 2014  |